# Iglesia de San Pedro (Cound)
La Iglesia de San Pedro se encuentra en los terrenos de Cound Hall, Cound, Shropshire, Inglaterra. Es una parroquia anglicana activa en el decanato de Condover, el archidiácono de Ludlow y la diócesis de Hereford. Su beneficio se une al de otras 13 parroquias para formar el beneficio de Wenlock. La iglesia está registrada en la Lista del Patrimonio Nacional de Inglaterra como un edificio designado de Grado I.  

## Historia
La iglesia está dedicada a San Pedro debido a su asociación medieval con la Abadía de Shrewsbury, que está dedicada a los santos Pedro y Pablo. La parte más antigua de la iglesia es la nave, que data del siglo XIII. El pasillo sur fue construido al mismo tiempo, pero reconstruido durante el siglo siguiente. La torre oeste fue agregada en el siglo XV. En 1841 o 1842 se construyó el pasillo norte, y se restauraron la nave y el pasillo sur. En 1862 se construyó el presbiterio a expensas de Revd Henry Thursdayby Pelham, de Cound Hall.  Tanto el pasillo norte como el presbiterio fueron diseñados por el arquitecto de Shrewsbury S. Pountney Smith. En 1889-1891 se añadió la sacristía del norte, reutilizando la puerta del sacerdote del siglo XIII, siendo los arquitectos Paley y Austin de Lancaster .

## Arquitectura

### Exterior
La iglesia está construida en piedra arenisca roja y amarilla.  En las partes más antiguas del edificio los colores se usan al azar, y las adiciones del siglo XIX están dispuestas deliberadamente.  El techo es de tejas. El plan de la iglesia consiste en una nave de cuatro bahía, una nave de tres bahías al sur con un porche, una nave de cuatro bahías al norte, un coro de cuatro bahías que se eleva a un nivel más alto y una torre al oeste. La torre se encuentra en dos etapas: se apoya en un zócalo, y sus características incluyen contrafuertes diagonales, una ventana oeste de tres luces, una torreta de escalera noreste, una cara de reloj en el lado oeste, gárgolas, campanas de tres luces y un almenado parapeto con ocho pináculos. En la cima de la torre hay un capuchón piramidal con una veleta. En el lado del pasillo sur hay una puerta y dos ventanas de luz; la ventana este tiene tres luces. Las ventanas a lo largo del lado del pasillo norte también tienen dos luces; en su extremo oeste hay una ventana rectangular y, encima de ella en el frontón, hay una pequeña ventana de quatrefoil. Las ventanas del lado del coro tienen dos luces, y su ventana este es grande, con cinco luces. Hay una puerta en el lado sur del coro. En la sacristía norte hay dos ventanas de luz y un rosetón.  

### Interior
Las arcadas se llevan en pilares circulares. En el pasillo sur hay una piscina y un cenador.   La fuente normanda, del siglo XII; tiene forma de tina y está tallada con rosetas y follaje. El púlpito data de 1633, y está tallado con columnatas y paneles. El biombo de la torre estaba antiguamente en el coro; está pintado con el Credo, el Padre Nuestro y los Diez Mandamientos.  En el coro se reutilizan azulejos medievales. Sobre el arco del coro hay una pintura mural del siglo XV del Juicio Final. El vitral incluye una pequeña figura del siglo XIV en la ventana este del pasillo sur. La ventana este del coro contiene vidrios de 1891 de Kempe, y en el pasillo sur hay una ventana de 1909 de Herbert Bryans. En las paredes de la iglesia hay monumentos, el más antiguo data de 1736. En la pared norte del coro está el monumento de Edward Cressett, obispo de Llandaff, que murió en 1755. El órgano de dos tubos fue construido en la década de 1890 por Henry Fincham, y revisado en 1968 por Peter Hutchins. Hay un anillo de seis campanas, todas fundidas en 1726 por Abraham Rudhall II.

## Características externas
En el cementerio de la iglesia hay cinco estructuras, cada una de las cuales está catalogada en el grado II. Al sur de la iglesia hay una tumba de piedra arenisca fechada en 1815 en memoria de Thomas Phipps. Al este de ésta hay otra tumba de arenisca, fechada en 1831, en memoria de John Dodson.  Cerca está la tumba de Sir John Colt; también es de piedra arenisca y está fechada en 1810. Al noreste de la iglesia hay un palomar del siglo XVIII. Es una estructura de dos pisos de planta octogonal, en ladrillo rojo con revestimientos de arenisca y un techo piramidal de tejas. Dentro de sus paredes hay cajas nido.  Al sureste de la iglesia hay una base en forma de cruz de arenisca que data del siglo XVIII o antes. Consta de cuatro escalones circulares con un zócalo cuadrado. El cementerio contiene tres tumbas de guerra de soldados británicos de la Primera Guerra Mundial . También enterrado aquí está el Almirante Sir Cecil Thursday (1861-1936), que prestó servicios distinguidos en la misma guerra.